# 32-й «А» истребительный авиационный полк
32-й «А» истребительный авиационный полк (32-й «А» иап) — воинская часть Военно-воздушных сил (ВВС) Вооружённых Сил РККА, принимавшая участие в боевых действиях Великой Отечественной войны.

## Наименования полка

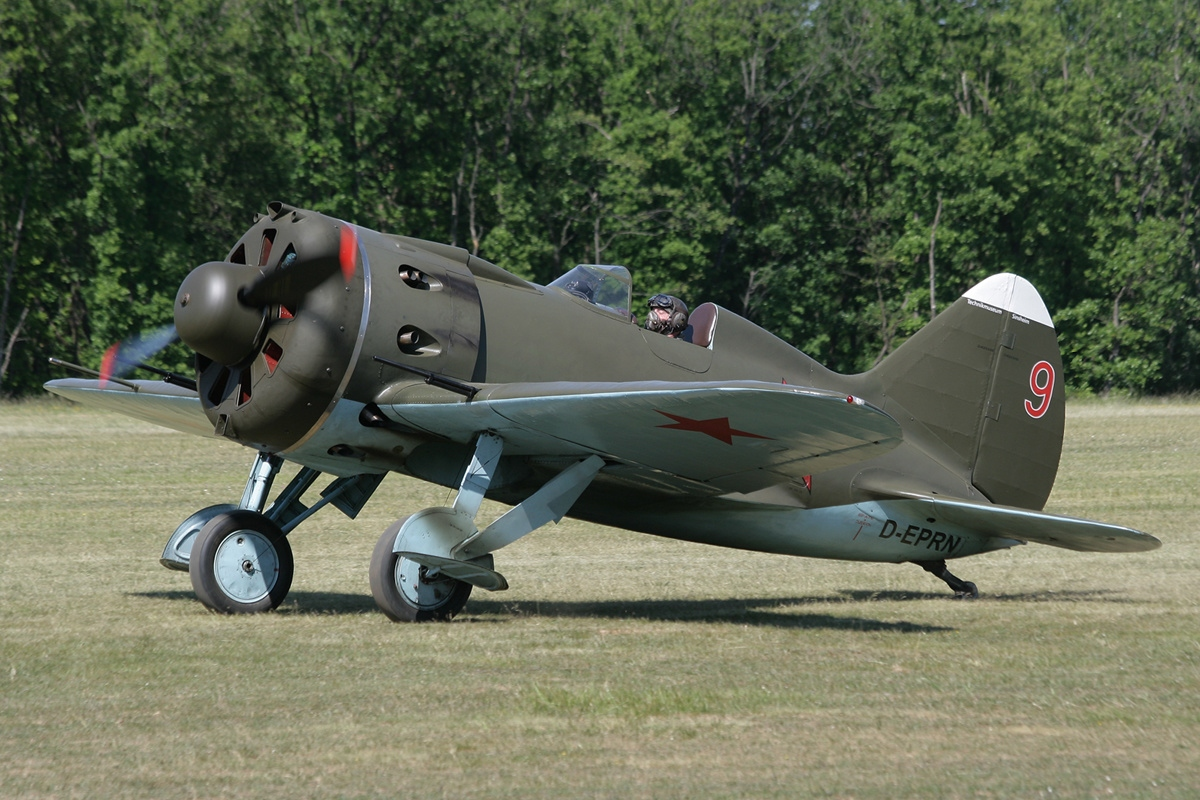
Самолёт И-16

За весь период своего существования полк своё наименование не менял — 32-й «А» истребительный авиационный полк

## Создание полка
32-й «А» истребительный авиационный полк сформирован 7 июля 1941 года в Орловском военном округе на ст. Поворино в результате переформирования прибывшего из Забайкальского ВО 32-го иап по штату 015/134 путём деления полка штата 015/21 на 2 части на самолётах И-16.

## Расформирование полка
32-й «А» истребительный авиационный полк расформирован 5 августа 1941 года в 11-й смешанной авиационной дивизии, весь личный состав и матчасть переданы на доукомплектование 184-го иап.

## В действующей армии
В составе действующей армии не перечислен.

## Командиры полка
- капитан Кузин Степан Никифорович[2],
- майор, подполковник[2], 07.07.1941 — 04.08.1941

## В составе соединений и объединений
| Период        | Фронт (округ)           | армия      | дивизия                            | примечание         |
| ------------- | ----------------------- | ---------- | ---------------------------------- | ------------------ |
| 07.07.1941 г. | Орловский военный округ | ВВС округа |                                    | ст. Поворино, И-16 |
| 10.07.1941 г. | Западный фронт          | ВВС фронта |                                    | И-16               |
| 11.07.1941 г. | Западный фронт          | ВВС фронта | 11-я смешанная авиационная дивизия | И-16               |
| 24.07.1941 г. | Центральный фронт       | ВВС фронта | 11-я смешанная авиационная дивизия | И-16               |
| 05.08.1941 г. | Центральный фронт       | ВВС фронта | 11-я смешанная авиационная дивизия | расформирован      |

## Участие в операциях и битвах

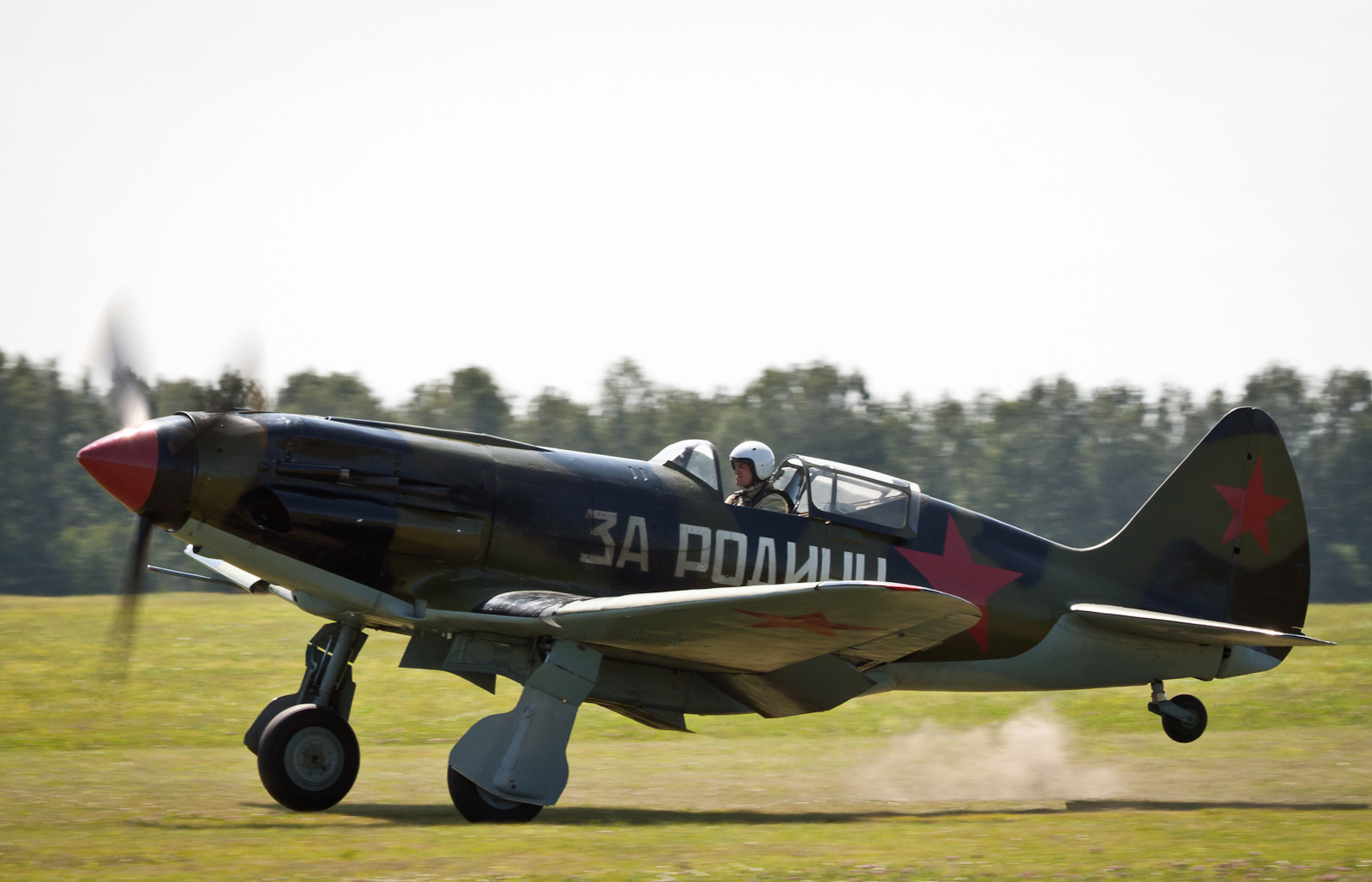
Самолёт МиГ-3

- Смоленское сражение (1941) — с 10 июля 1941 года по 4 августа 1941 года

## Первая победа полка в воздушном бою
Первая известная воздушная победа полка в Отечественной войне одержана 13 июля 1941 года: старший политрук Оборин А. В. в воздушном бою в районе Боркалобово сбил немецкий истребитель Ме-109.

## Итоги боевой деятельности полка
Итоговые сведения о результатах боевой работы полка в документах архивов Министерства обороны РФ отсутствуют. В оперативных сводках штаба 11-й сад имеются сведения о потерях: 5 И-16 и 1 МиГ-3, а также о 7 воздушных победах, одержанных лётчиками полка, а также об 1 сбитом аэростате.

## Отличившиеся воины
- Оборин Александр Васильевич, старший политрук полка, Указом Президиума Верховного Совета СССР от 10 апреля 1945 года удостоен звания Герой Советского Союза будучи командиром 483-го истребительного авиационного полка. Посмертно.
- Олейник Григорий Никитович, лётчик полка, Указом Президиума Верховного Совета СССР от 24 августа 1943 года удостоен звания Герой Советского Союза будучи заместителем командира 293-го истребительного авиационного полка.

## Самолёты на вооружении
| Период      | Самолёты |
| ----------- | -------- |
| 1941 — 1941 | И-16     |
| 1941 — 1941 | МиГ-3    |